# Cloche du Stade de France
La cloche olympique du Stade de France est une cloche en bronze installée au bord de la piste d'athlétisme du Stade de France à l'occasion des Jeux olympiques d'été de 2024 à Paris.

## Description
La cloche, de 130 kg de note ré  4, a été fabriquée par la fonderie Cornille-Havard de Villedieu-les-Poêles-Rouffigny dans la Manche. Elle est gravée des anneaux olympiques et de l'inscription « Paris 2024 ». La cloche est installée dans une armature métallique de couleur violette, assortie à la piste d'athlétisme du stade. Elle est à présent installée dans l'une des tours de la cathédrale Notre-Dame de Paris.

## Utilisation pendant les Jeux
Pendant les épreuves olympiques au Stade de France, chaque athlète remportant une médaille d'or est invité à sonner la cloche lors de son tour d'honneur. Cette tradition a débuté avec les épreuves de rugby à sept et se poursuit pour l'athlétisme.

## Avenir après les Jeux
À l'issue des Jeux olympiques et paralympiques, la cloche, offerte à la cathédrale Notre-Dame de Paris, est installée dans l'une des tours de la cathédrale, aux côtés des cloches historiques, dont le bourdon Emmanuel datant de 1683. Cette donation s'inscrit dans le cadre de la reconstruction de Notre-Dame à la suite de l'incendie de 2019. Pierre-André Lacout, responsable du Stade de France durant les Jeux, déclare : « Paris 2024 contribue, d'une certaine façon, à la reconstruction de Notre-Dame. Une partie des Jeux et de l'esprit olympique restera à vie à Notre-Dame. »

## Galerie

Les cloches de Paris 2024, dont Chiara et Carlo
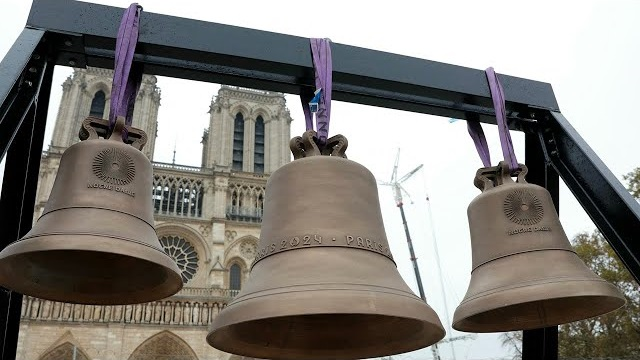
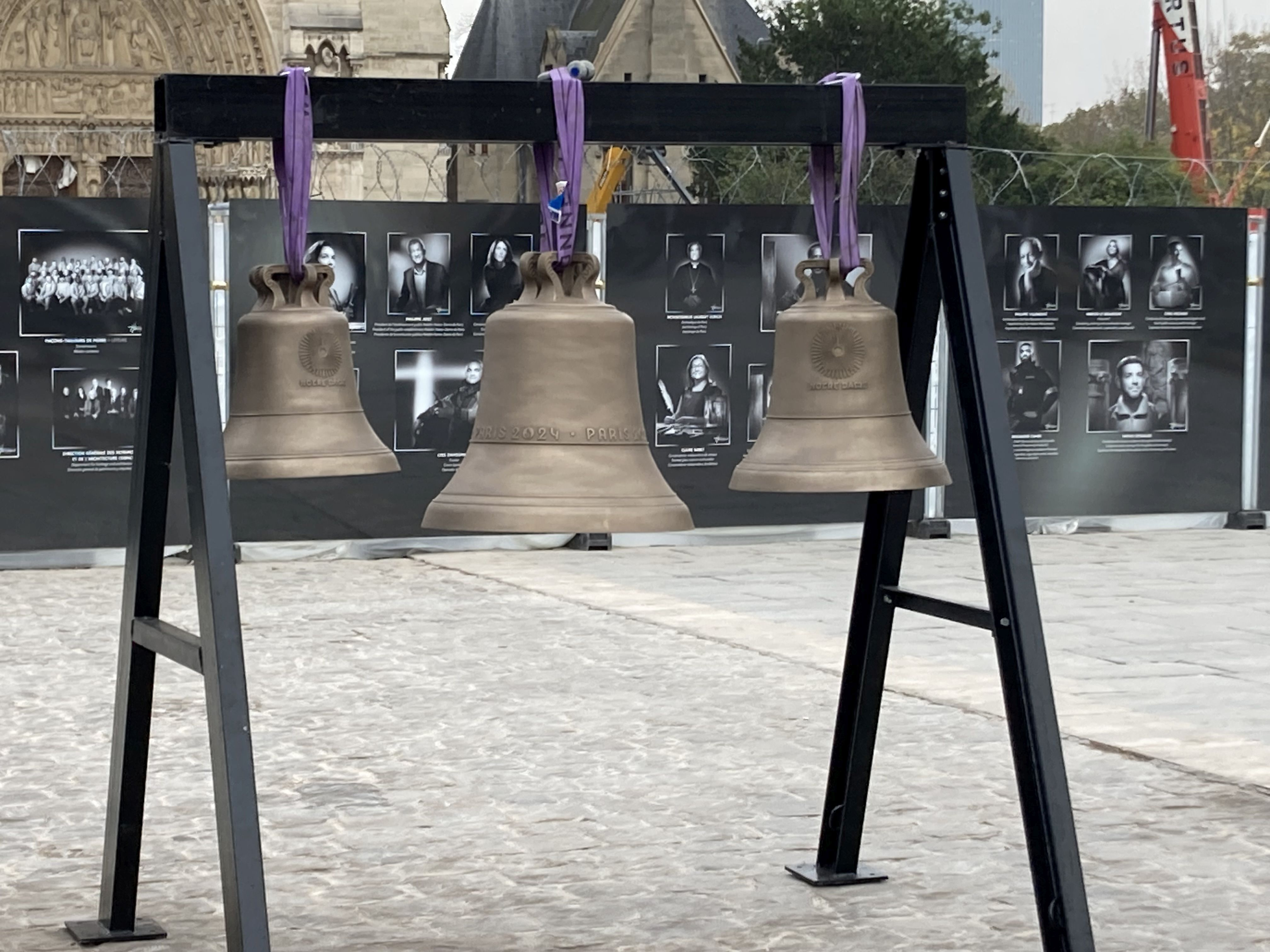